# Odozana domina
Odozana domina är en fjärilsart som beskrevs av William Schaus 1896. Odozana domina ingår i släktet Odozana och familjen björnspinnare. Inga underarter finns listade i Catalogue of Life.